# Davis Love III
Davis Milton Love III (* 13. April 1964 in Charlotte, North Carolina) ist einer der populärsten US-amerikanischen Profigolfer der PGA Tour. Er gehört dem Kreis der Major-Sieger an.

## Werdegang
Er wurde von seinem Vater Davis Love II, einem national anerkannten Golflehrer, in das Golfspiel eingeführt. Nach dem Besuch der University of North Carolina wurde Love III im Jahr 1985 Berufsgolfer.
Er konnte sich schnell auf der PGA Tour etablieren und gewann 1987 sein erstes Turnier. Insgesamt hat er auf dieser großen Turnierserie bis dato 21 Siege zu Buche stehen, darunter sein einziger Major-Sieg, die PGA Championship 1997, sowie die prestigeträchtigen Players Championship in den Jahren 1992 und 2003. In der Karriere-Geldrangliste steht Love – mit Einnahmen von fast 36 Mio. $ – auf dem fünften Platz. In der Golfweltrangliste stand er viele Jahre unter den Top 10.
Love III holte mit seinem Freund und Partner Fred Couples von 1992 bis 1995 viermal in Folge den World Cup für die USA. Im Ryder Cup stand er von 1993 bis 2004, im Presidents Cup von 1994 bis 2005, ohne Unterbrechung in der amerikanischen Mannschaft. 2012 und 2016 führte er die US-amerikanische Mannschaft beim Ryder Cup als non playing Kapitän an.
Davis Love III ist mit seiner Frau Robin verheiratet und hat zwei Kinder. Die Familie wohnt seit den frühen 1990er Jahren in St. Simons Island, Georgia. Seit 1994 betreibt er mit seinem jüngeren Bruder Mark, der auch sein Caddie ist, die Firma Love Golf Design. Das Unternehmen beschäftigt sich mit dem Entwurf von Golfplätzen, hauptsächlich im Südosten der USA.

## PGA Tour Siege
- 1987: MCI Heritage Golf Classic
- 1990: The International
- 1991: MCI Heritage Golf Classic
- 1992: THE PLAYERS Championship, MCI Heritage Golf Classic, KMart Greater Greensboro Open
- 1993: Infiniti Tournament of Champions, Las Vegas Invitational
- 1995: Freeport-McMoRan Classic
- 1996: Buick Invitational
- 1997: PGA Championship, Buick Challenge
- 1998: MCI Classic
- 2001: AT&T Pebble Beach National Pro-Am
- 2003: AT&T Pebble Beach National Pro-Am, THE PLAYERS Championship, MCI Heritage, The INTERNATIONAL
- 2006: Chrysler Classic at Greensboro
- 2008: Children’s Miracle Network Classic
- 2015: Wyndham Championship

Major Championship ist fett gedruckt.

## Andere Turniersiege
- 1990: JCPenney Classic (mit Beth Daniel)
- 1992: Franklin Funds Shark Shootout (mit Tom Kite), Kapalua International
- 1995: JCPenney Classic (mit Beth Daniel)
- 1996: Wendy’s 3-Tour Challenge (mit Fred Couples und Payne Stewart)
- 1997: Lincoln-Mercury Kapalua International
- 1998: Chunichi Crowns (Japan Golf Tour)
- 2000: CVS Charity Classic (mit Justin Leonard), Target World Challenge
- 2003: Target World Challenge
- 2012: Wendy’s 3-Tour Challenge (mit Jason Day und Nick Watney), PNC Father-Son Challenge (mit Dru Love)

## Teilnahmen an Teambewerben
- Dunhill Cup: 1992
- World Cup of Golf: 1992 (Sieger mit Fred Couples), 1993 (Sieger mit Fred Couples), 1994 (Sieger mit Fred Couples), 1995 (Sieger mit Fred Couples und Sieger der Einzelwertung), 1997
- Ryder Cup: 1993 (Sieger), 1995, 1997, 1999 (Sieger), 2002, 2004, 2012 (non Playing Captain), 2016 (non Playing Captain, Sieger)
- Presidents Cup: 1994 (Sieger), 1996 (Sieger), 1998, 2000 (Sieger), 2003 (remis), 2005 (Sieger)

## Resultate bei Major Championships
| Turnier               | 1986 | 1987 | 1988 | 1989 | 1990 | 1991 | 1992 | 1993 | 1994 | 1995 | 1996 | 1997 | 1998 | 1999 | 2000 |
| --------------------- | ---- | ---- | ---- | ---- | ---- | ---- | ---- | ---- | ---- | ---- | ---- | ---- | ---- | ---- | ---- |
| The Masters           | DNP  | DNP  | CUT  | DNP  | DNP  | T42  | T25  | T54  | CUT  | 2    | T7   | T7   | T33  | 2    | T7   |
| US Open               | DNP  | DNP  | CUT  | T33  | DNP  | T11  | T60  | T33  | T28  | T4   | T2   | T16  | CUT  | T12  | CUT  |
| The Open Championship | DNP  | CUT  | CUT  | T23  | CUT  | T44  | CUT  | CUT  | T38  | T98  | CUT  | T10  | 8    | T7   | T11  |
| PGA Championship      | T47  | CUT  | DNP  | T17  | T40  | T32  | T33  | T31  | CUT  | CUT  | CUT  | 1    | T7   | T49  | T9   |

| Turnier               | 2001 | 2002 | 2003 | 2004 | 2005 | 2006 | 2007 | 2008 | 2009 | 2010 | 2011 | 2012 | 2013 | 2014 | 2015 |
| --------------------- | ---- | ---- | ---- | ---- | ---- | ---- | ---- | ---- | ---- | ---- | ---- | ---- | ---- | ---- | ---- |
| The Masters           | CUT  | T14  | T15  | T6   | CUT  | T22  | T27  | DNP  | DNP  | DNP  | CUT  | DNP  | DNP  | DNP  | DNP  |
| US Open               | T7   | T24  | CUT  | CUT  | T6   | CUT  | CUT  | T53  | DNP  | T6   | T11  | T29  | DNP  | DNP  | DNP  |
| The Open Championship | T21  | T14  | T4   | T5   | CUT  | CUT  | CUT  | T19  | T27  | CUT  | T9   | CUT  | DNP  | DNP  | DNP  |
| PGA Championship      | T37  | T48  | CUT  | CUT  | T4   | T34  | CUT  | CUT  | CUT  | T55  | T72  | CUT  | CUT  | CUT  | CUT  |

| Turnier               | 2016 | 2017 | 2018 |
| --------------------- | ---- | ---- | ---- |
| The Masters           | T42  | DNP  | DNP  |
| US Open               | DNP  | DNP  | DNP  |
| The Open Championship | DNP  | DNP  | DNP  |
| PGA Championship      | DNP  | CUT  | CUT  |

| Turnier               | 2019 | 2020 |
| --------------------- | ---- | ---- |
| The Masters           | DNP  | DNP  |
| PGA Championship      | DNP  | CUT  |
| US Open               | DNP  | DNP  |
| The Open Championship | DNP  | KT   |

LA= Bester Amateur

DNP = nicht teilgenommen

CUT = Cut nicht geschafft

„T“ geteilte Platzierung

KT = Kein Turnier (Ausfall wegen Covid-19)

DQ = disqualifiziert

Grüner Hintergrund für Sieg

Gelber Hintergrund für Top 10.